# Hørning
 For alternative betydninger, se Hørning (Randers Kommune).
Hørning er en satellitby i Østjylland med 8.462 indbyggere  (2024), beliggende i Hørning Sogn. Byen ligger i Skanderborg Kommune og hører til Region Midtjylland. Den befinder sig sydvest for Aarhus og nord for Skanderborg.
Det meste af Hørning ligger på højden af et bakket terræn, mens stationen er mere lavtliggende. Byen fungerer i dag som satellitby til Aarhus med mange pendlere til og fra storbyen. Mod syd går jernbanestrækningen mod Skanderborg.
Hørning var indtil 2007 hovedbyen i Hørning Kommune, Århus Amt, men med Kommunalreformen i 2007 kom byen med i Skanderborg Kommune.
I 2001 blev jernbanestationen genoprettet efter at have været nedlagt siden 1979. Der er bygget en bro hen over togskinnerne og lavet cykelskure.

## Stationsbyen
Da jernbanen kom til Hørning, opstod der en livlig handel i "Stationsbyen". I Stationsbyen ligger Fregerslev Stadion, det social-psykiatriske boligtilbud Kjærsholm og den genoprettede station, hvor kun Arriva holder ind og opsamler passagerer. Der har boet mennesker siden vikingetiden på det sted, hvor stationsbydelen ligger. Centralt i byen og langs skinnerne ved jernbanen ligger huset "Støbegods", som engang var hjemsted for en smed og en købmand. I samme område ligger Rytterskolen fra 1721.

## Erhverv
I Hørning findes der et større antal virksomheder, lige fra de små til større fabrikker og transport firmaer. Hørning har en erhvervs forening kaldt Hørning City Forening.